# Улица Кулдигас (Рига)
Улица Ку́лдигас (латыш. Kuldīgas iela) — улица в Курземском районе города Риги. Пролегает в юго-западном направлении, от улицы Даугавгривас до улицы Тапешу у железнодорожной станции Засулаукс. Начало улицы Кулдигас находится в историческом районе Дзирциемс; далее она служит границей района Агенскалнс с Дзирциемсом и Засулауксом, а участок после перекрёстка с улицей Грегора полностью относится к району Засулаукс.
Общая длина улицы Кулдигас составляет 1744 метра. На бо́льшей части асфальтирована, участок между улицами Вилипа и Грегора имеет две раздельные проезжие части, а дальше улица покрыта булыжником. На всём протяжении разрешено движение в обоих направлениях. На отрезке от улицы Маргриетас до улицы Тапешу проходит трамвайный маршрут № 2.

## История
Улица Кулдигас впервые показана на плане города в 1867 году под названием Палисадная улица (нем. Palisadenstraße, латыш. Palisādu iela). Поскольку в других районах Риги имелось ещё четыре Палисадные улицы (нынешние улицы Виландес, Краславас, Лимбажу и Матиса), в 1885 году она получила название Гольдингенская улица (нем. Goldingen Strasse, латыш. Kuldīgas iela) — в честь города Гольдинген, как тогда именовалась нынешняя Кулдига. После провозглашения независимости Латвии (1918) латышский вариант названия города и улицы стал основным; в последующем переименований не было.

## Примечательные объекты
Основу застройки улицы Кулдигас составляют здания рубежа XIX—XX века, преимущественно 2-этажные.
- Дом № 9A — бывшее Рижское строительное профессионально-техническое училище № 19 (1966—1967), ныне корпус университета имени Страдыня.
- Дом № 19 — деревянный доходный дом (1904, архитектор Альфред Ашенкампф).
- Дом № 24 — бывший доходный дом (1911, архитектор Э. Лаубе), реставрирован к 2014 году[5].
- Дом № 29 — деревянный доходный дом Вентспилсского латышского общества взаимного кредита (1912).
- Дом № 32 — бывший доходный дом с магазинами (1910-е годы).
- Дом № 45А — деревянное здание бальнеологического курорта доктора медицины Шнайдера (1869).
- Дом № 45B — бывший Петровский детский приют (1910—1912, архитектор Б. Биленштейн при участии Р. Г. Шмелинга)[6], реставрирован к 2018 году. Название приюту дано в честь Петра I, в связи с 200-летием присоединения Лифляндии к России.
- В доме № 50 в 1938—1944 годах проживала писательница Зента Мауриня (установлена мемориальная доска).
- К нечётной стороне улицы Кулдигас между улицами Слокас и Вилипа прилегает территория Ботанического сада.

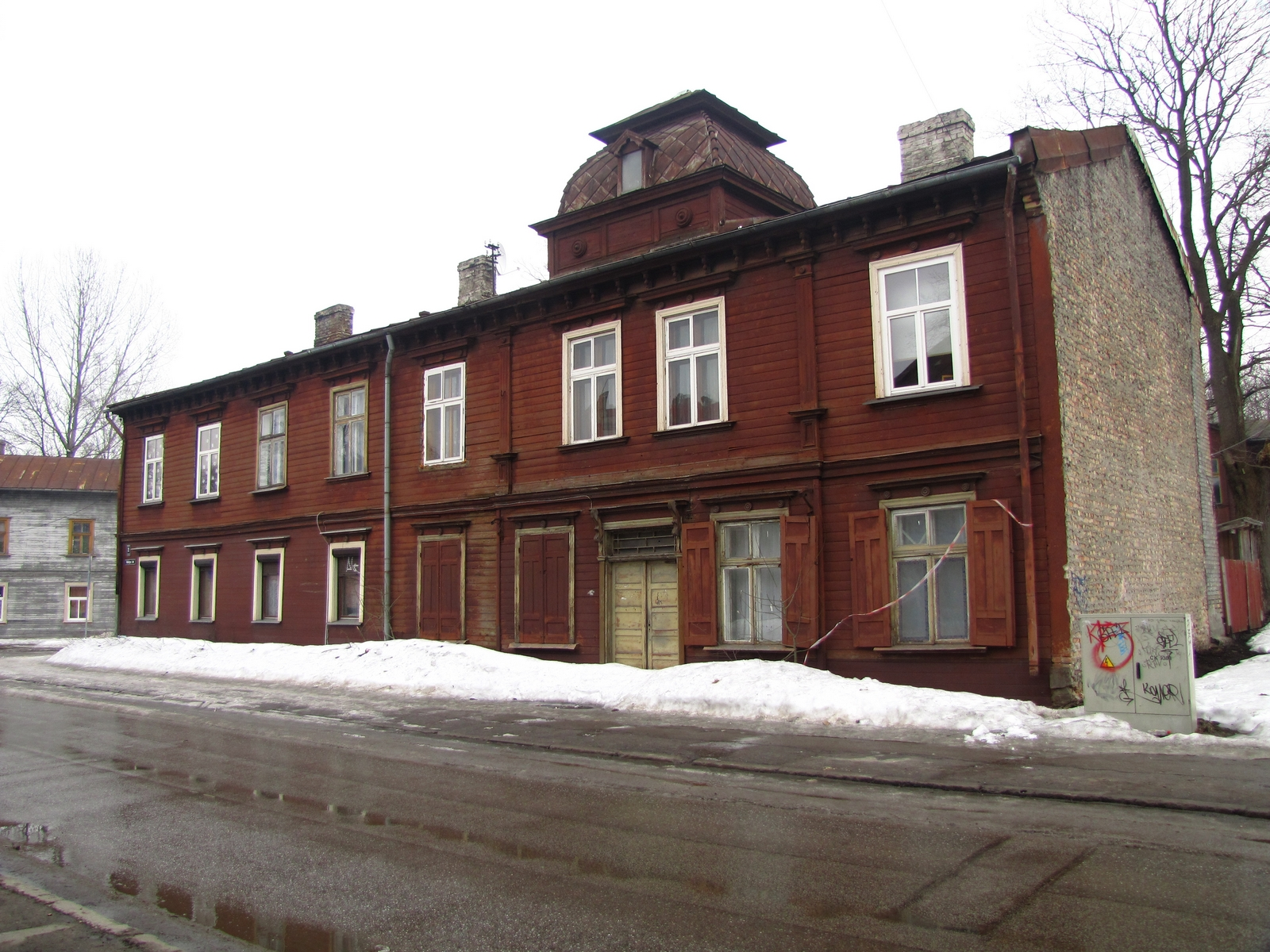
Дом № 2 (не сохранился)
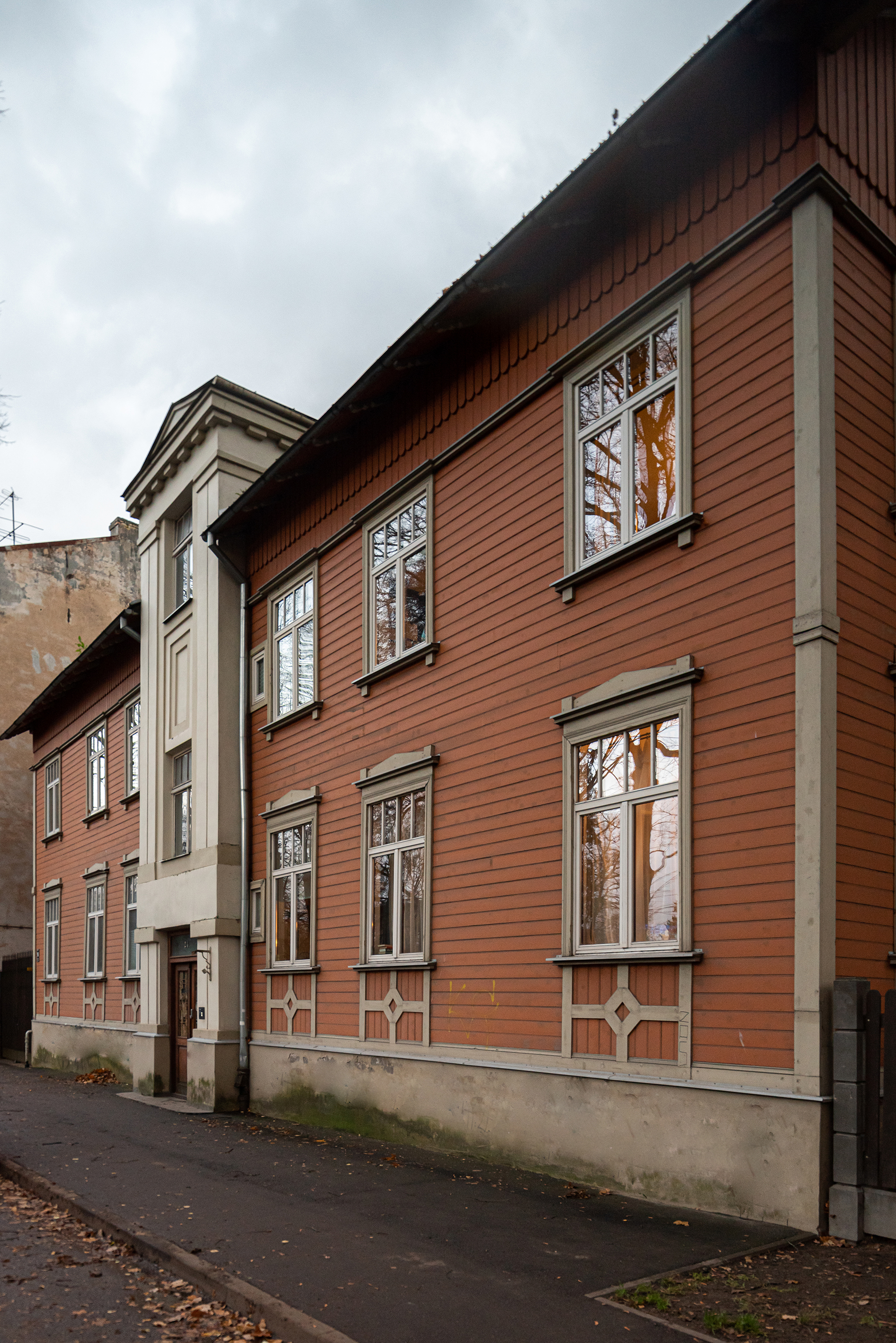
Дом № 24
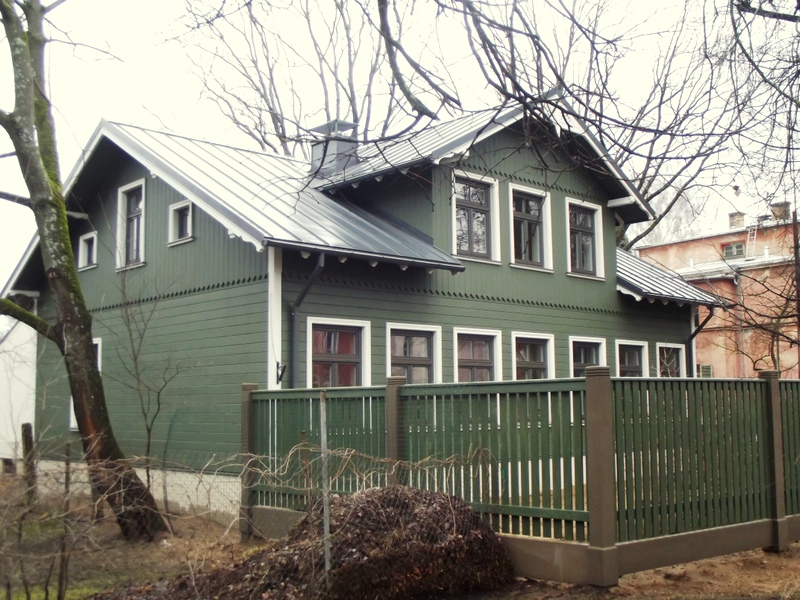
Дом № 25
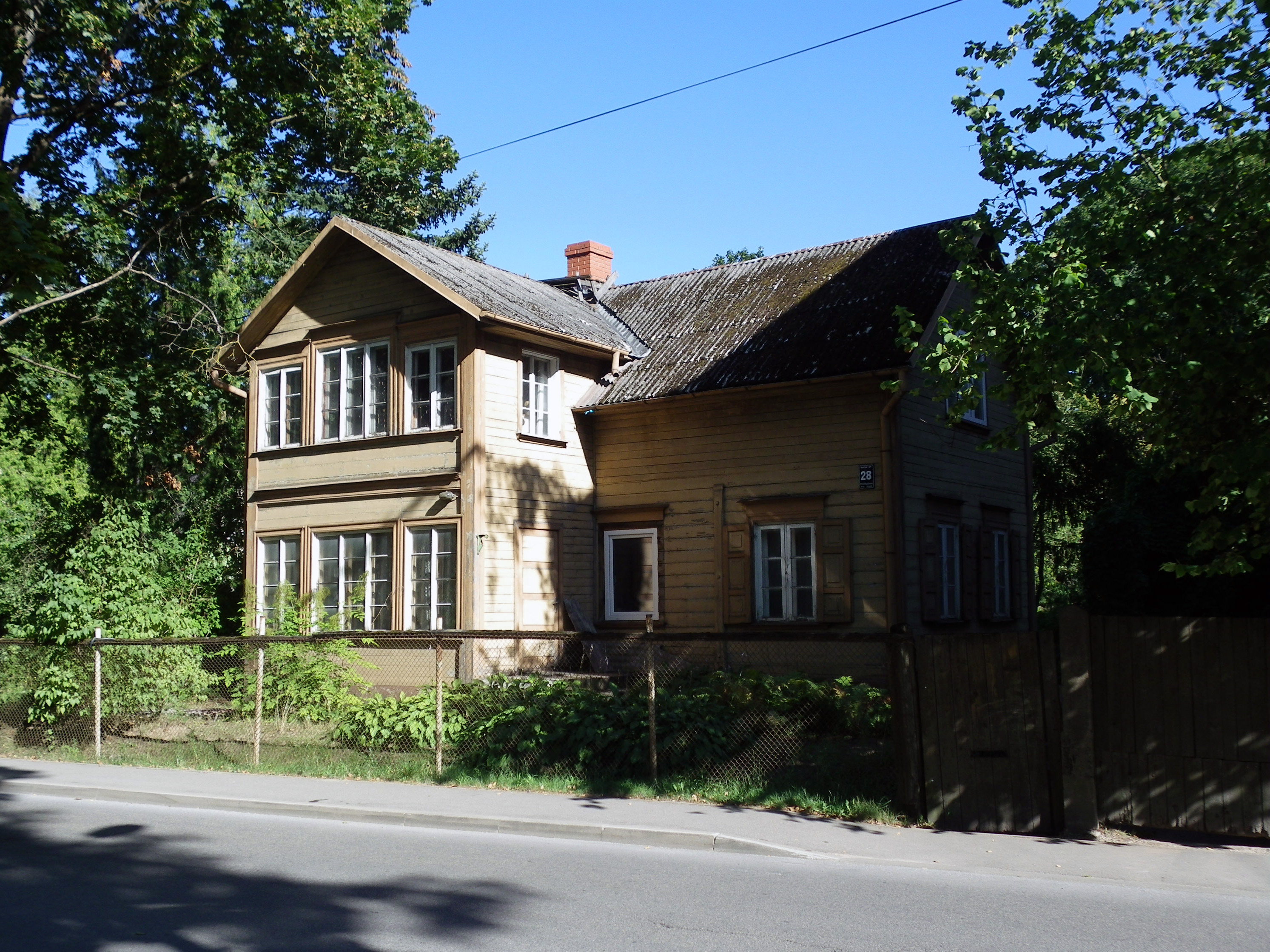
Дом № 28
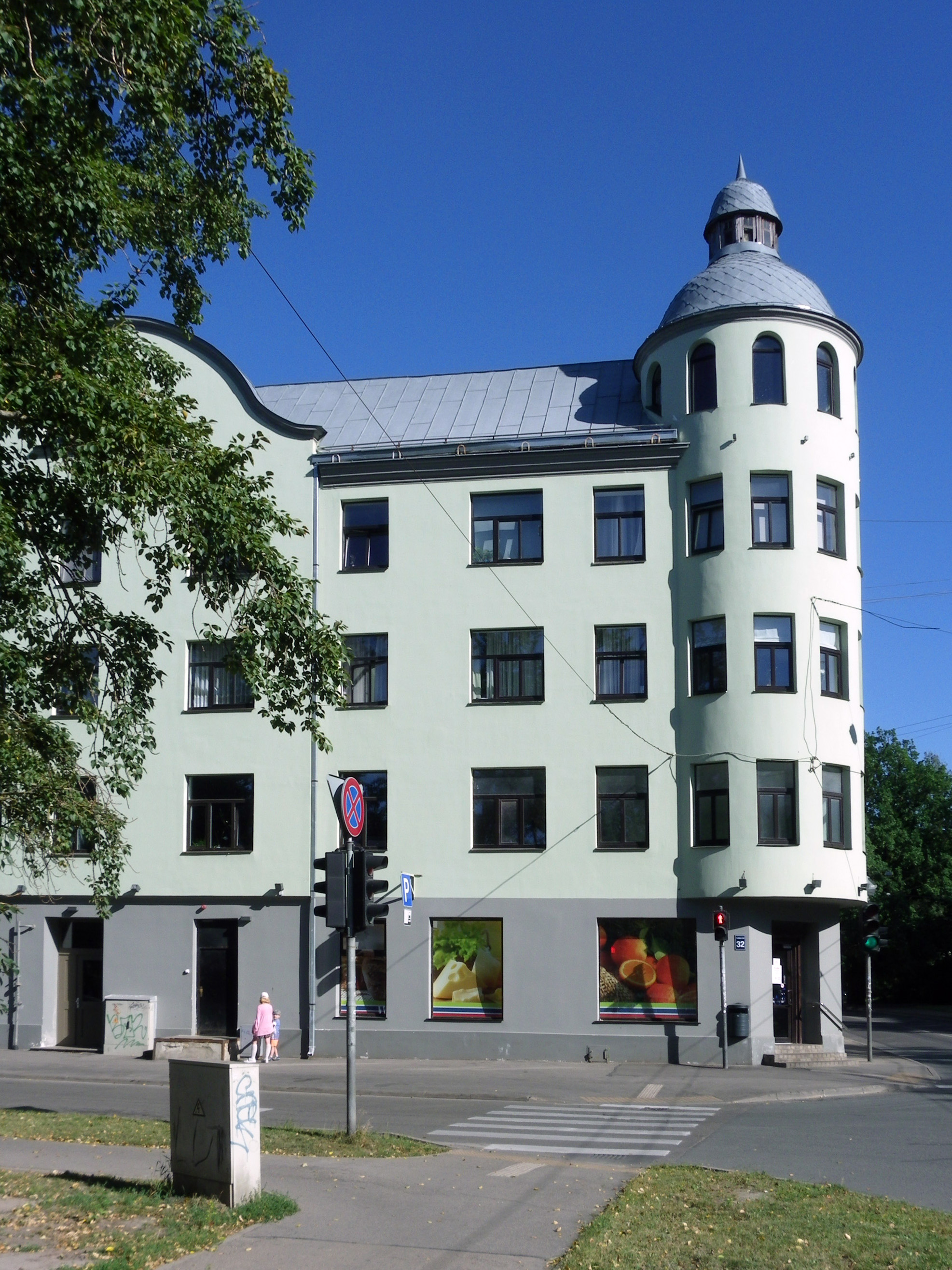
Дом № 32
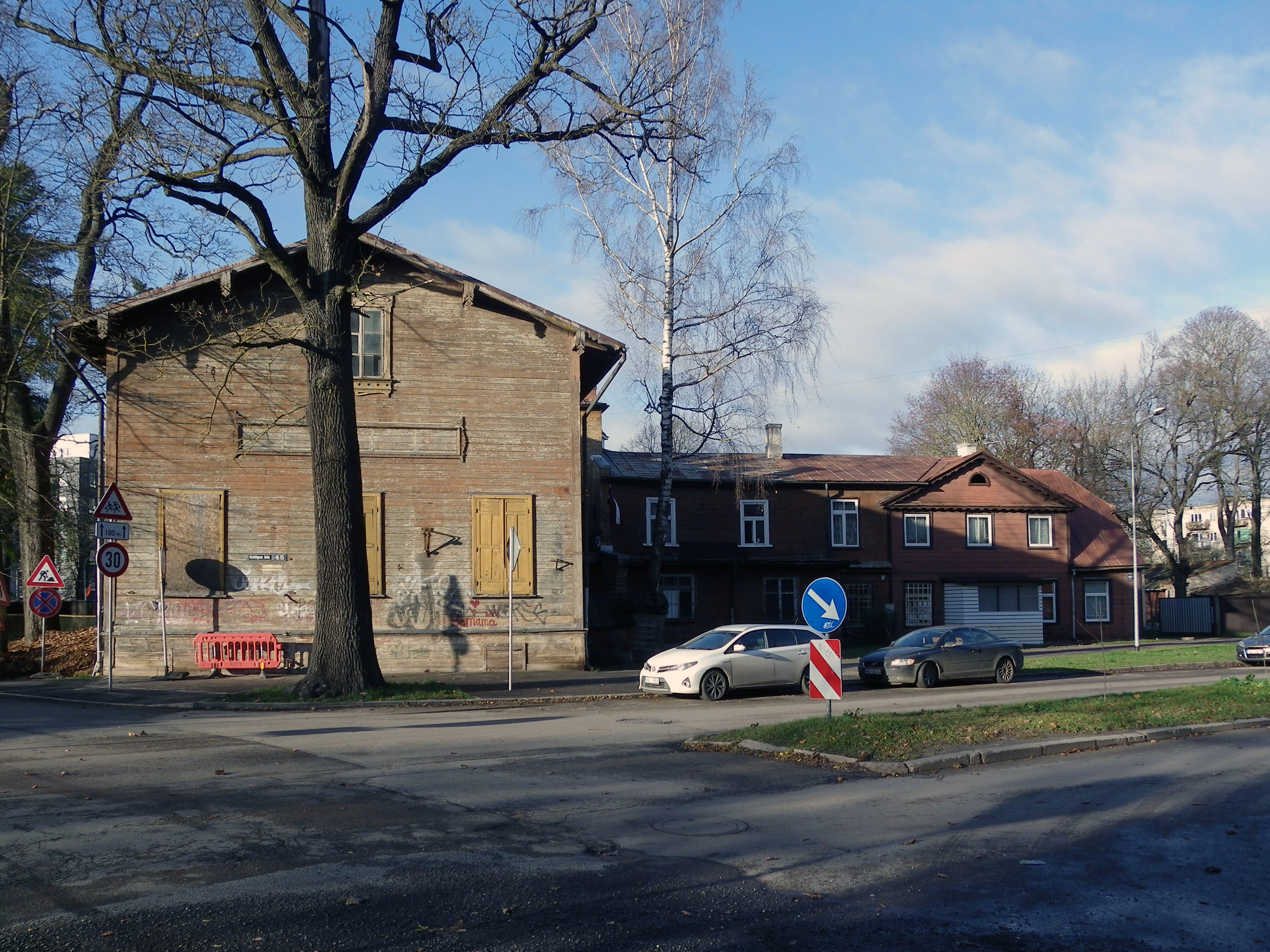
Дом № 45A
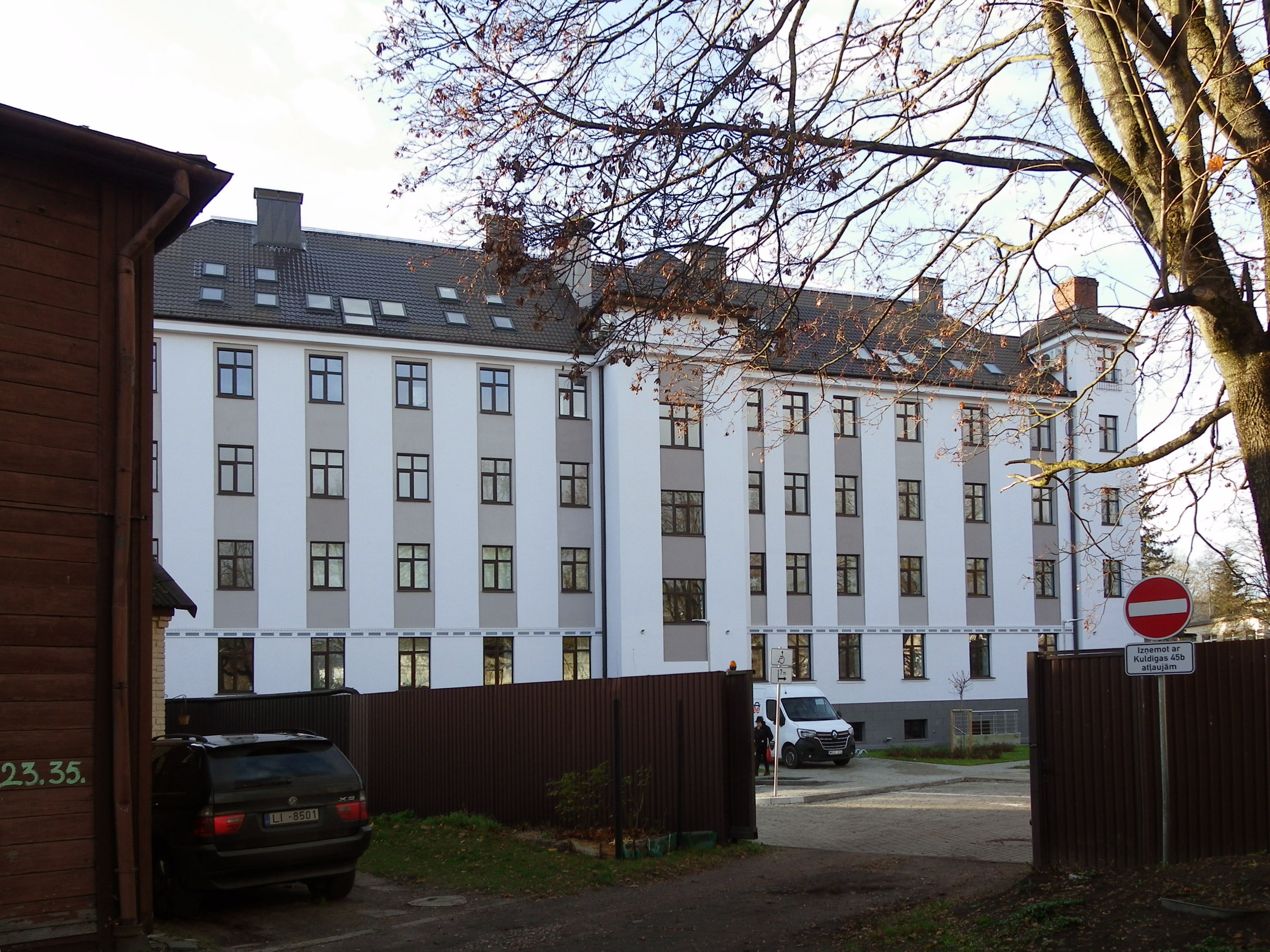
Дом № 45B
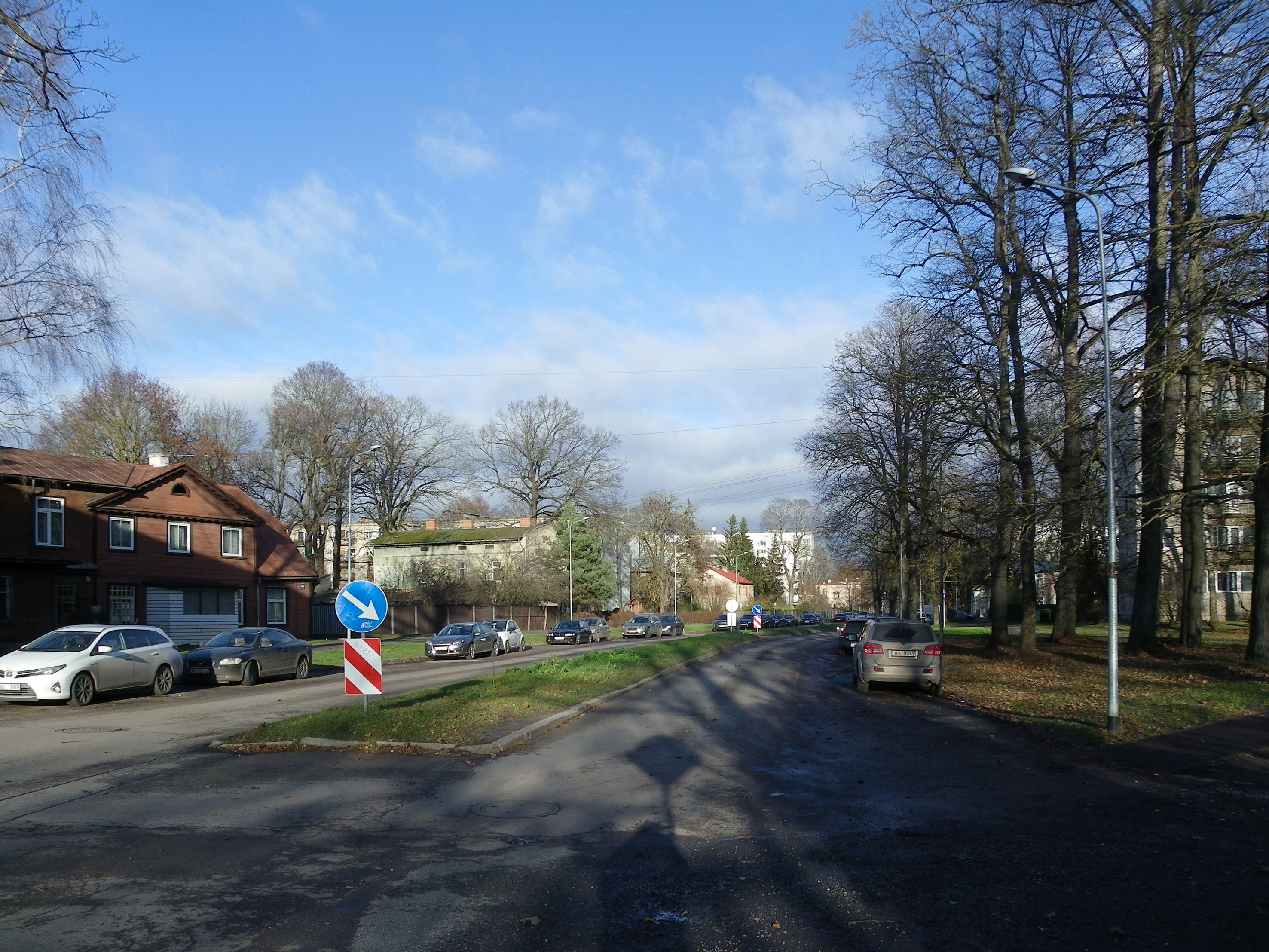
Вид от ул. Грегора
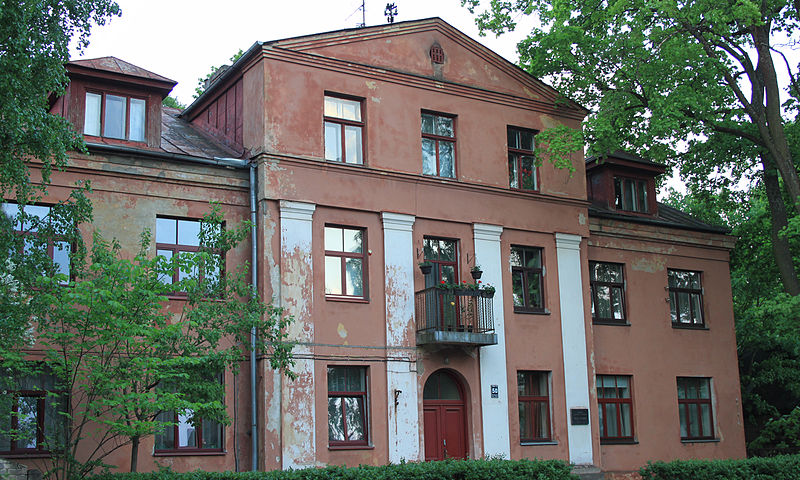
Дом № 50

## Прилегающие улицы
Улица Кулдигас пересекается со следующими улицами:
- улица Даугавгривас
- улица Клиньгеру
- улица Дурбес
- улица Слокас
- улица Гриезес
- улица Вилипа
- улица Грегора
- улица Агенскална
- улица Маргриетас
- улица Маза Кулдигас
- улица Дарба
- улица Тапешу